# Dankoblé
Dankoblé är en ort i Burkina Faso.   Den ligger i regionen Sud-Ouest, i den sydvästra delen av landet, 250 km sydväst om huvudstaden Ouagadougou. Dankoblé ligger 284 meter över havet och antalet invånare är 907.
Terrängen runt Dankoblé är platt. Närmaste större samhälle är Diébougou, 16,2 km norr om Dankoblé.
Omgivningarna runt Dankoblé är huvudsakligen savann. Runt Dankoblé är det ganska glesbefolkat, med 25 invånare per kvadratkilometer.